# Ligue professionnelle masculine de hockey sur gazon 2020-2021
Navigation
2019 2021-2022
La Ligue professionnelle masculine de hockey sur gazon 2020-2021 est la deuxième saison de la ligue professionnelle et la cinquième édition de la série de la ligue des équipes nationales. Le tournoi a débuté le 18 janvier 2020 et devrait se terminer le 27 juin 2021.

## Changement de format
Le principe aller-retour a été conservé mais ce principe est réparti sur deux saisons consécutives à partir de cette saison et fonctionne selon l’exemple suivant:
- lors de la saison 2020-2021, l’équipe A a accueilli l’équipe B deux fois en quelques jours
- lors de la saison 2021-2022, l’équipe B accueillera l’équipe A deux fois en quelques jours

## Interruption à cause de la pandémie de Covid-19
En raison de la pandémie de Covid-19, Hockey Australia a décidé de suspendre tous les voyages internationaux de ses équipes nationales jusqu’à nouvel ordre au début du mois de mars. Plus tard, Hockey New Zealand a pris la même décision.
Une fois déclarée pandémie le 11 mars, la FIH et toutes les associations nationales participantes impliquées dans la compétition ont décidé de suspendre tous les matches prévus jusqu'au 15 avril. Par ailleurs, il a été convenu que l'édition actuelle est maintenue, aucun match ne sera disputé après les Jeux olympiques et en fonction de l'évolution de la situation et des décisions du public autorités, chaque match qui peut être organisé entre fin avril et avant les Jeux olympiques, doit être joué. Le 19 mars, la FIH a annoncé que tous les matches prévus jusqu'au 17 mai étaient suspendus. Le 24 avril, la ligue a été prolongée jusqu'en juin 2021. Le redémarrage pour septembre 2020 a été annoncé le 9 juillet. Étant donné que tous les matchs ne doivent pas être joués avant la fin de la saison, le classement final sera déterminé par le pourcentage de points au lieu du total des points.
Le 28 mai, il a été annoncé que malgré les efforts des fédérations impliquées, les matchs qui devaient se jouer avant la date d'annonce allaient être les derniers de l'édition.

## Participants
Neuf équipes vont terminer dans un tournoi toutes rondes qui va être joué à partir du 18 janvier 2020 jusqu'au 27 juin 2021.
- Argentine
- Australie
- Belgique
- Allemagne
- Grande-Bretagne
- Inde
- Pays-Bas
- Nouvelle-Zélande
- Espagne

## Lieux de réception
Voici les 12 lieux nommés par la Fédération internationale de hockey sur gazon:
- CeNARD, Buenos Aires
- Sydney Olympic Park, Sydney
- Perth Hockey Stadium, Perth
- Royal Uccle Sport, Bruxelles
- Wilrijkse Plein, Anvers
- Düsseldorf Hockey-Club 1905, Düsseldorf
- Lee Valley Hockey & Tennis Centre, Londres
- Kalinga Stadium, Bhubaneswar
- Wagener Stadium, Amsterdam
- North Harbour Hockey Stadium, Auckland
- Nga Puna Wai Hockey Stadium, Christchurch
- Estadio Betero, Valence

## Classement
| Rang               | Équipe           | J  | V | N | SO | P | BP | BC | Diff | Pts | %     | Classement mondial FIH | Classement mondial FIH | Classement mondial FIH |
| Rang               | Équipe           | J  | V | N | SO | P | BP | BC | Diff | Pts | %     | Avant                  | Après                  | Changement             |
| ------------------ | ---------------- | -- | - | - | -- | - | -- | -- | ---- | --- | ----- | ---------------------- | ---------------------- | ---------------------- |
| Médaille d'or      | Belgique         | 14 | 9 | 3 | 2  | 2 | 40 | 26 | +14  | 32  | 76.19 | 2                      | 1                      | 1                      |
| Médaille d'argent  | Australie        | 10 | 5 | 4 | 1  | 1 | 36 | 23 | +13  | 20  | 66.67 | 1                      | 2                      | 1                      |
| Médaille de bronze | Allemagne        | 10 | 5 | 2 | 2  | 3 | 26 | 23 | +3   | 19  | 63.33 | 6                      | 5                      | 1                      |
| 4                  | Inde             | 8  | 3 | 3 | 3  | 2 | 22 | 17 | +5   | 15  | 62.50 | 5                      | 4                      | 1                      |
| 5                  | Pays-Bas         | 12 | 5 | 4 | 2  | 3 | 32 | 29 | +3   | 21  | 58.33 | 3                      | 3                      | 0                      |
| 6                  | Grande-Bretagne  | 12 | 4 | 3 | 0  | 5 | 25 | 25 | 0    | 15  | 41.67 | 7                      | 6                      | 1                      |
| 7                  | Argentine        | 12 | 2 | 4 | 1  | 6 | 26 | 35 | -9   | 11  | 30.56 | 4                      | 7                      | 3                      |
| 8                  | Nouvelle-Zélande | 10 | 2 | 1 | 1  | 7 | 18 | 34 | -16  | 8   | 26.67 | 9                      | 8                      | 1                      |
| 9                  | Espagne          | 12 | 2 | 2 | 1  | 8 | 23 | 36 | -13  | 9   | 25.00 | 8                      | 9                      | 1                      |

Source: FIH
En cas d'égalité de points de plusieurs équipes à l'issue des matchs de poule, les critères suivants sont appliqués dans l'ordre indiqué pour établir leur classement:
1. Points,
2. Matchs gagnés,
3. Différence de buts,
4. Buts pour,
5. Plus grand nombre de points obtenus dans les matchs de poule disputés entre les équipes concernées,
6. Buts marqués en plein jeu.

## Liste de rencontres
Toutes les heures correspondent aux heures locales.
| Match 3               | Inde                                                     | 5 - 2   | Pays-Bas                      | Kalinga Stadium, Bhubaneswar                                                 |                                                                              |
| 18 janvier 2020 19h00 | Gurjant 1e · Rupinder 12e, 46e · Mandeep 34e · Lalit 36e | (2 - 2) | 14e Janssen · 28e Hertzberger | Arbitrage : Gareth Greenfield Rawi Anbananthan Arbitre vidéo : Sean Rapaport | Arbitrage : Gareth Greenfield Rawi Anbananthan Arbitre vidéo : Sean Rapaport |
| 18 janvier 2020 19h00 | Rapport                                                  |         |                               | Arbitrage : Gareth Greenfield Rawi Anbananthan Arbitre vidéo : Sean Rapaport | Arbitrage : Gareth Greenfield Rawi Anbananthan Arbitre vidéo : Sean Rapaport |

| Match 4               | Inde                                                 | 3 - 3             | Pays-Bas                                              | Kalinga Stadium, Bhubaneswar                                                 |                                                                              |
| 19 janvier 2020 17h00 | Lalit 25e · Mandeep 51e · Rupinder 55e               | (1 - 3)           | 23e Van der Weerden · 26e Hertzberger · 27e Kellerman | Arbitrage : Rawi Anbananthan Sean Rapaport Arbitre vidéo : Gareth Greenfield | Arbitrage : Rawi Anbananthan Sean Rapaport Arbitre vidéo : Gareth Greenfield |
| 19 janvier 2020 17h00 | Rapport                                              |                   |                                                       | Arbitrage : Rawi Anbananthan Sean Rapaport Arbitre vidéo : Gareth Greenfield | Arbitrage : Rawi Anbananthan Sean Rapaport Arbitre vidéo : Gareth Greenfield |
| 19 janvier 2020 17h00 | Harmanpreet · Vivek · Rupinder · Gurjant · Akashdeep | Tirs au but 3 - 1 | Hertzberger · Schuurman · Brinkman · Pruijser         | Arbitrage : Rawi Anbananthan Sean Rapaport Arbitre vidéo : Gareth Greenfield | Arbitrage : Rawi Anbananthan Sean Rapaport Arbitre vidéo : Gareth Greenfield |

| Match 5               | Espagne                                      | 2 - 2             | Allemagne                     | Estadio Betero, Valence                                               |                                                                       |
| 24 janvier 2020 11h00 | Alegre 11e · Quemada 38e                     | (1 - 1)           | 3e, 57e Rühr                  | Arbitrage : Coen van Bunge Jonas van't Hek Arbitre vidéo : Bruce Bale | Arbitrage : Coen van Bunge Jonas van't Hek Arbitre vidéo : Bruce Bale |
| 24 janvier 2020 11h00 | Rapport                                      |                   |                               | Arbitrage : Coen van Bunge Jonas van't Hek Arbitre vidéo : Bruce Bale | Arbitrage : Coen van Bunge Jonas van't Hek Arbitre vidéo : Bruce Bale |
| 24 janvier 2020 11h00 | Iglesias · Oliva · Lleonart · Alegre · Romeu | Tirs au but 3 - 4 | Rühr · Hauke · Wellen · Fuchs | Arbitrage : Coen van Bunge Jonas van't Hek Arbitre vidéo : Bruce Bale | Arbitrage : Coen van Bunge Jonas van't Hek Arbitre vidéo : Bruce Bale |

| Match 7               | Espagne      | 1 - 5   | Allemagne                                                     | Estadio Betero, Valence                                               |                                                                       |
| 25 janvier 2020 13h00 | Miralles 45e | (0 - 1) | 13e Rühr · 32e Oruz · 56e Miltkau · 59e Windfeder · 60e Staib | Arbitrage : Jonas van't Hek Bruce Bale Arbitre vidéo : Coen van Bunge | Arbitrage : Jonas van't Hek Bruce Bale Arbitre vidéo : Coen van Bunge |
| 25 janvier 2020 13h00 | Rapport      |         |                                                               | Arbitrage : Jonas van't Hek Bruce Bale Arbitre vidéo : Coen van Bunge | Arbitrage : Jonas van't Hek Bruce Bale Arbitre vidéo : Coen van Bunge |

| Match 9               | Australie                       | 2 - 2             | Belgique                                                  | Sydney Olympic Park, Sydney                                            |                                                                        |
| 25 janvier 2020 18h30 | Hayward 49e · Craig 51e         | (0 - 1)           | 18e Briels · 59e Denayer                                  | Arbitrage : Raghu Prasad Simon Taylor Arbitre vidéo : Michelle Joubert | Arbitrage : Raghu Prasad Simon Taylor Arbitre vidéo : Michelle Joubert |
| 25 janvier 2020 18h30 | Rapport                         |                   |                                                           | Arbitrage : Raghu Prasad Simon Taylor Arbitre vidéo : Michelle Joubert | Arbitrage : Raghu Prasad Simon Taylor Arbitre vidéo : Michelle Joubert |
| 25 janvier 2020 18h30 | Brand · Ogilvie · Craig · Swann | Tirs au but 2 - 4 | Van Aubel · De Sloover · Gougnard · Wegnez · A. Van Doren | Arbitrage : Raghu Prasad Simon Taylor Arbitre vidéo : Michelle Joubert | Arbitrage : Raghu Prasad Simon Taylor Arbitre vidéo : Michelle Joubert |

| Match 12              | Australie               | 2 - 4   | Belgique                                                 | Sydney Olympic Park, Sydney                                        |                                                                    |
| 26 janvier 2020 17h30 | Sharp 42e · Hayward 60e | (0 - 2) | 13e, 25e Hendrickx · 56e Plennevaux · 58e E. Stockbroekx | Arbitrage : Raghu Prasad Simon Taylor Arbitre vidéo : Amber Church | Arbitrage : Raghu Prasad Simon Taylor Arbitre vidéo : Amber Church |
| 26 janvier 2020 17h30 | Rapport                 |         |                                                          | Arbitrage : Raghu Prasad Simon Taylor Arbitre vidéo : Amber Church | Arbitrage : Raghu Prasad Simon Taylor Arbitre vidéo : Amber Church |

| Match 13              | Espagne            | 3 - 4   | Pays-Bas                           | Estadio Betero, Valence                                                |                                                                        |
| 31 janvier 2020 11h00 | Romeu 5e, 37e, 58e | (1 - 2) | 2e, 48e, 50e Janssen · 15e De Geus | Arbitrage : Christian Blasch Sean Rapaport Arbitre vidéo : Ben Göntgen | Arbitrage : Christian Blasch Sean Rapaport Arbitre vidéo : Ben Göntgen |
| 31 janvier 2020 11h00 | Rapport            |         |                                    | Arbitrage : Christian Blasch Sean Rapaport Arbitre vidéo : Ben Göntgen | Arbitrage : Christian Blasch Sean Rapaport Arbitre vidéo : Ben Göntgen |

| Match 14               | Espagne                    | 2 - 4   | Pays-Bas                                                         | Estadio Betero, Valence                                                |                                                                        |
| 1er février 2020 13h00 | Miralles 44e · Sánchez 59e | (0 - 1) | 26e Janssen · 36e Brinkman · 45e Van der Weerden · 50e Kellerman | Arbitrage : Christian Blasch Ben Göntgen Arbitre vidéo : Sean Rapaport | Arbitrage : Christian Blasch Ben Göntgen Arbitre vidéo : Sean Rapaport |
| 1er février 2020 13h00 | Rapport                    |         |                                                                  | Arbitrage : Christian Blasch Ben Göntgen Arbitre vidéo : Sean Rapaport | Arbitrage : Christian Blasch Ben Göntgen Arbitre vidéo : Sean Rapaport |

| Match 15               | Australie                                              | 4 - 4             | Grande-Bretagne                                         | Sydney Olympic Park, Sydney                                         |                                                                     |
| 1er février 2020 16h00 | Ockenden 19e · Wickham 29e · Zalewski 56e · Mitton 59e | (2 - 1)           | 20e Jackson · 31e Wallace · 44e Shipperley · 45e Ansell | Arbitrage : Javed Shaikh David Tomlinson Arbitre vidéo : Emi Yamada | Arbitrage : Javed Shaikh David Tomlinson Arbitre vidéo : Emi Yamada |
| 1er février 2020 16h00 | Rapport                                                |                   |                                                         | Arbitrage : Javed Shaikh David Tomlinson Arbitre vidéo : Emi Yamada | Arbitrage : Javed Shaikh David Tomlinson Arbitre vidéo : Emi Yamada |
| 1er février 2020 16h00 | Swann · Whetton · Harvie · Ogilvie                     | Tirs au but 3 - 1 | Forsyth · Sorsby · Roper · Wallace                      | Arbitrage : Javed Shaikh David Tomlinson Arbitre vidéo : Emi Yamada | Arbitrage : Javed Shaikh David Tomlinson Arbitre vidéo : Emi Yamada |

| Match 18               | Nouvelle-Zélande | 2 - 6   | Belgique                                                    | North Harbour Hockey Stadium, Auckland                               |                                                                      |
| 1er février 2020 19h30 | Muir 17e, 41e    | (1 - 4) | 3e, 5e Denayer · 7e, 52e Boon · 19e Dockier · 41e De Kerpel | Arbitrage : Adam Kearns Aleisha Neumann Arbitre vidéo : Steve Rogers | Arbitrage : Adam Kearns Aleisha Neumann Arbitre vidéo : Steve Rogers |
| 1er février 2020 19h30 | Rapport          |         |                                                             | Arbitrage : Adam Kearns Aleisha Neumann Arbitre vidéo : Steve Rogers | Arbitrage : Adam Kearns Aleisha Neumann Arbitre vidéo : Steve Rogers |

| Match 20             | Australie                                                        | 5 - 1   | Grande-Bretagne | Sydney Olympic Park, Sydney                                           |                                                                       |
| 2 février 2020 15h00 | Wotherspoon 14e · Sharp 19e · Craig 29e · Brand 45e · Mitton 55e | (3 - 1) | 18e Taylor      | Arbitrage : Javed Shaikh David Tomlinson Arbitre vidéo : Kelly Hudson | Arbitrage : Javed Shaikh David Tomlinson Arbitre vidéo : Kelly Hudson |
| 2 février 2020 15h00 | Rapport                                                          |         |                 | Arbitrage : Javed Shaikh David Tomlinson Arbitre vidéo : Kelly Hudson | Arbitrage : Javed Shaikh David Tomlinson Arbitre vidéo : Kelly Hudson |

| Match 21             | Nouvelle-Zélande | 1 - 3   | Belgique                                 | North Harbour Hockey Stadium, Auckland                            |                                                                   |
| 2 février 2020 17h30 | Tarrant 34e      | (0 - 2) | 19e Hendrickx · 24e Dockier · 53e Cosyns | Arbitrage : Adam Kearns Steve Rogers Arbitre vidéo : Wanri Venter | Arbitrage : Adam Kearns Steve Rogers Arbitre vidéo : Wanri Venter |
| 2 février 2020 17h30 | Rapport          |         |                                          | Arbitrage : Adam Kearns Steve Rogers Arbitre vidéo : Wanri Venter | Arbitrage : Adam Kearns Steve Rogers Arbitre vidéo : Wanri Venter |

| Match 24             | Argentine                    | 3 - 4   | Espagne                                    | CeNARD, Buenos Aires                                                  |                                                                       |
| 7 février 2020 20h30 | Casella 5e, 26e · Tolini 41e | (2 - 2) | 13e Iglesias · 29e, 59e Quemada · 55e Ruiz | Arbitrage : Bruce Bale Federico Garcia Arbitre vidéo : Ayanna McClean | Arbitrage : Bruce Bale Federico Garcia Arbitre vidéo : Ayanna McClean |
| 7 février 2020 20h30 | Rapport                      |         |                                            | Arbitrage : Bruce Bale Federico Garcia Arbitre vidéo : Ayanna McClean | Arbitrage : Bruce Bale Federico Garcia Arbitre vidéo : Ayanna McClean |

| Match 26             | Nouvelle-Zélande                      | 1 - 1             | Grande-Bretagne                    | North Harbour Hockey Stadium, Auckland                                 |                                                                        |
| 8 février 2020 17h00 | Jenness 43e                           | (0 - 0)           | 56e Griffiths                      | Arbitrage : Steve Rogers Lim Hong-Zhen Arbitre vidéo : Aleisha Neumann | Arbitrage : Steve Rogers Lim Hong-Zhen Arbitre vidéo : Aleisha Neumann |
| 8 février 2020 17h00 | Rapport                               |                   |                                    | Arbitrage : Steve Rogers Lim Hong-Zhen Arbitre vidéo : Aleisha Neumann | Arbitrage : Steve Rogers Lim Hong-Zhen Arbitre vidéo : Aleisha Neumann |
| 8 février 2020 17h00 | Jenness · S. Child · Thomas · Edwards | Tirs au but 3 - 1 | Calnan · Ansell · Griffiths · Ames | Arbitrage : Steve Rogers Lim Hong-Zhen Arbitre vidéo : Aleisha Neumann | Arbitrage : Steve Rogers Lim Hong-Zhen Arbitre vidéo : Aleisha Neumann |

| Match 27             | Inde                       | 2 - 1   | Belgique    | Kalinga Stadium, Bhubaneswar                                                 |                                                                              |
| 8 février 2020 17h00 | Mandeep 2e · Ramandeep 46e | (1 - 0) | 33e Boccard | Arbitrage : Coen van Bunge David Tomlinson Arbitre vidéo : Gareth Greenfield | Arbitrage : Coen van Bunge David Tomlinson Arbitre vidéo : Gareth Greenfield |
| 8 février 2020 17h00 | Rapport                    |         |             | Arbitrage : Coen van Bunge David Tomlinson Arbitre vidéo : Gareth Greenfield | Arbitrage : Coen van Bunge David Tomlinson Arbitre vidéo : Gareth Greenfield |

| Match 30             | Argentine                                               | 5 - 1   | Espagne     | CeNARD, Buenos Aires                                                      |                                                                           |
| 8 février 2020 20h30 | Ferreiro 9e · Vila 32e · Tolini 38e · Martínez 42e, 46e | (1 - 1) | 22e Quemada | Arbitrage : Bruce Bale Federico Garcia Arbitre vidéo : Catalina Montesino | Arbitrage : Bruce Bale Federico Garcia Arbitre vidéo : Catalina Montesino |
| 8 février 2020 20h30 | Rapport                                                 |         |             | Arbitrage : Bruce Bale Federico Garcia Arbitre vidéo : Catalina Montesino | Arbitrage : Bruce Bale Federico Garcia Arbitre vidéo : Catalina Montesino |

| Match 32             | Nouvelle-Zélande | 0 - 3   | Grande-Bretagne             | North Harbour Hockey Stadium, Auckland                                 |                                                                        |
| 9 février 2020 15h00 |                  | (0 - 1) | 14e, 55e Dixon · 50e Ansell | Arbitrage : Steve Rogers Lim Hong-Zhen Arbitre vidéo : Irene Presenqui | Arbitrage : Steve Rogers Lim Hong-Zhen Arbitre vidéo : Irene Presenqui |
| 9 février 2020 15h00 | Rapport          |         |                             | Arbitrage : Steve Rogers Lim Hong-Zhen Arbitre vidéo : Irene Presenqui | Arbitrage : Steve Rogers Lim Hong-Zhen Arbitre vidéo : Irene Presenqui |

| Match 33             | Inde                 | 2 - 3   | Belgique                                      | Kalinga Stadium, Bhubaneswar                                                 |                                                                              |
| 9 février 2020 17h00 | Vivek 15e · Amit 17e | (2 - 3) | 3e Hendrickx · 17e De Kerpel · 26e Plennevaux | Arbitrage : Coen van Bunge Gareth Greenfield Arbitre vidéo : David Tomlinson | Arbitrage : Coen van Bunge Gareth Greenfield Arbitre vidéo : David Tomlinson |
| 9 février 2020 17h00 | Rapport              |         |                                               | Arbitrage : Coen van Bunge Gareth Greenfield Arbitre vidéo : David Tomlinson | Arbitrage : Coen van Bunge Gareth Greenfield Arbitre vidéo : David Tomlinson |

| Match 36              | Argentine                             | 2 - 2             | Pays-Bas                          | CeNARD, Buenos Aires                                                    |                                                                         |
| 15 février 2020 18h00 | Martínez 12e · Tolini 51e             | (1 - 2)           | 5e Pruijser · 12e Bakker          | Arbitrage : Steve Rogers Jakub Mejzlik Arbitre vidéo : Michelle Meister | Arbitrage : Steve Rogers Jakub Mejzlik Arbitre vidéo : Michelle Meister |
| 15 février 2020 18h00 | Rapport                               |                   |                                   | Arbitrage : Steve Rogers Jakub Mejzlik Arbitre vidéo : Michelle Meister | Arbitrage : Steve Rogers Jakub Mejzlik Arbitre vidéo : Michelle Meister |
| 15 février 2020 18h00 | Keenan · Domene · Ferreiro · Mazzilli | Tirs au but 1 - 3 | Hertzberger · Schuurman · De Geus | Arbitrage : Steve Rogers Jakub Mejzlik Arbitre vidéo : Michelle Meister | Arbitrage : Steve Rogers Jakub Mejzlik Arbitre vidéo : Michelle Meister |

| Match 37              | Nouvelle-Zélande | 1 - 4   | Espagne                                    | Nga Puna Wai Hockey Stadium, Christchurch                             |                                                                       |
| 15 février 2020 19h30 | Russell 42e      | (0 - 2) | 12e Oliva · 23e, 42e Béltran · 51e Quemada | Arbitrage : Adam Kearns Javed Shaikh Arbitre vidéo : Annelize Rostron | Arbitrage : Adam Kearns Javed Shaikh Arbitre vidéo : Annelize Rostron |
| 15 février 2020 19h30 | Rapport          |         |                                            | Arbitrage : Adam Kearns Javed Shaikh Arbitre vidéo : Annelize Rostron | Arbitrage : Adam Kearns Javed Shaikh Arbitre vidéo : Annelize Rostron |

| Match 40              | Nouvelle-Zélande               | 3 - 2   | Espagne                    | Nga Puna Wai Hockey Stadium, Christchurch                            |                                                                      |
| 16 février 2020 17h30 | Russell 16e, 56e · Edwards 38e | (1 - 0) | 44e Iglesias · 60e Quemada | Arbitrage : Adam Kearns Javed Shaikh Arbitre vidéo : Junko Wagatsuma | Arbitrage : Adam Kearns Javed Shaikh Arbitre vidéo : Junko Wagatsuma |
| 16 février 2020 17h30 | Rapport                        |         |                            | Arbitrage : Adam Kearns Javed Shaikh Arbitre vidéo : Junko Wagatsuma | Arbitrage : Adam Kearns Javed Shaikh Arbitre vidéo : Junko Wagatsuma |

| Match 41              | Argentine                                | 2 - 2             | Pays-Bas                                             | CeNARD, Buenos Aires                                                  |                                                                       |
| 16 février 2020 18h00 | Vila 3e · Mazzilli 21e                   | (2 - 1)           | 30e Pruijser · 56e Kemperman                         | Arbitrage : Steve Rogers Jakub Mejzlik Arbitre vidéo : Maggie Giddens | Arbitrage : Steve Rogers Jakub Mejzlik Arbitre vidéo : Maggie Giddens |
| 16 février 2020 18h00 | Rapport                                  |                   |                                                      | Arbitrage : Steve Rogers Jakub Mejzlik Arbitre vidéo : Maggie Giddens | Arbitrage : Steve Rogers Jakub Mejzlik Arbitre vidéo : Maggie Giddens |
| 16 février 2020 18h00 | Ortiz · Vila · Rey · Martínez · Mazzilli | Tirs au but 3 - 4 | Hertzberger · Van Ass · De Geus · Van Dam · Pruijser | Arbitrage : Steve Rogers Jakub Mejzlik Arbitre vidéo : Maggie Giddens | Arbitrage : Steve Rogers Jakub Mejzlik Arbitre vidéo : Maggie Giddens |

| Match 43              | Inde                              | 3 - 4   | Australie                                               | Kalinga Stadium, Bhubaneswar                                             |                                                                          |
| 21 février 2020 19h00 | Raj Kumar 36e, 47e · Rupinder 52e | (0 - 2) | 6e Wotherspoon · 18e Wickham · 41e Sharp · 42e Anderson | Arbitrage : Coen van Bunge Simon Taylor Arbitre vidéo : Rawi Anbananthan | Arbitrage : Coen van Bunge Simon Taylor Arbitre vidéo : Rawi Anbananthan |
| 21 février 2020 19h00 | Rapport                           |         |                                                         | Arbitrage : Coen van Bunge Simon Taylor Arbitre vidéo : Rawi Anbananthan | Arbitrage : Coen van Bunge Simon Taylor Arbitre vidéo : Rawi Anbananthan |

| Match 44              | Inde                           | 2 - 2             | Australie                         | Kalinga Stadium, Bhubaneswar                                             |                                                                          |
| 22 février 2020 19h00 | Rupinder 25e · Harmanpreet 27e | (2 - 1)           | 23e Mitton · 46e Zalewski         | Arbitrage : Coen van Bunge Rawi Anbananthan Arbitre vidéo : Simon Taylor | Arbitrage : Coen van Bunge Rawi Anbananthan Arbitre vidéo : Simon Taylor |
| 22 février 2020 19h00 | Rapport                        |                   |                                   | Arbitrage : Coen van Bunge Rawi Anbananthan Arbitre vidéo : Simon Taylor | Arbitrage : Coen van Bunge Rawi Anbananthan Arbitre vidéo : Simon Taylor |
| 22 février 2020 19h00 | Harmanpreet · Vivek · Lalit    | Tirs au but 3 - 1 | Beale · Brand · Ephraums · Harvie | Arbitrage : Coen van Bunge Rawi Anbananthan Arbitre vidéo : Simon Taylor | Arbitrage : Coen van Bunge Rawi Anbananthan Arbitre vidéo : Simon Taylor |

| Match 45              | Nouvelle-Zélande                                                 | 5 - 3   | Argentine                    | Nga Puna Wai Hockey Stadium, Christchurch                             |                                                                       |
| 28 février 2020 17h30 | Lane 5e · Thomas 32e · J. Panchia 48e · Bennett 51e · Newman 55e | (1 - 1) | 9e Casella · 33e, 49e Tolini | Arbitrage : Steve Rogers Peter Wright Arbitre vidéo : Aleisha Neumann | Arbitrage : Steve Rogers Peter Wright Arbitre vidéo : Aleisha Neumann |
| 28 février 2020 17h30 | Rapport                                                          |         |                              | Arbitrage : Steve Rogers Peter Wright Arbitre vidéo : Aleisha Neumann | Arbitrage : Steve Rogers Peter Wright Arbitre vidéo : Aleisha Neumann |

| Match 47            | Nouvelle-Zélande | 2 - 3   | Argentine                           | Nga Puna Wai Hockey Stadium, Christchurch                             |                                                                       |
| 1er mars 2020 15h00 | Lane 20e, 49e    | (1 - 1) | 5e Tolini · 37e Ortiz · 44e Casella | Arbitrage : Steve Rogers Peter Wright Arbitre vidéo : Aleisha Neumann | Arbitrage : Steve Rogers Peter Wright Arbitre vidéo : Aleisha Neumann |
| 1er mars 2020 15h00 | Rapport          |         |                                     | Arbitrage : Steve Rogers Peter Wright Arbitre vidéo : Aleisha Neumann | Arbitrage : Steve Rogers Peter Wright Arbitre vidéo : Aleisha Neumann |

| Match 50          | Australie                            | 3 - 3             | Argentine                                | Perth Hockey Stadium, Perth                                             |                                                                         |
| 6 mars 2020 20h30 | Hayward 4e · Wickham 8e · Welch 52e  | (2 - 2)           | 11e Ferreiro · 20e Tolini · 39e Martínez | Arbitrage : Gareth Greenfield Peter Wright Arbitre vidéo : Kelly Hudson | Arbitrage : Gareth Greenfield Peter Wright Arbitre vidéo : Kelly Hudson |
| 6 mars 2020 20h30 | Rapport                              |                   |                                          | Arbitrage : Gareth Greenfield Peter Wright Arbitre vidéo : Kelly Hudson | Arbitrage : Gareth Greenfield Peter Wright Arbitre vidéo : Kelly Hudson |
| 6 mars 2020 20h30 | Ogilvie · Wickham · Simmonds · Swann | Tirs au but 1 - 3 | Ibarra · Vila · Ortiz                    | Arbitrage : Gareth Greenfield Peter Wright Arbitre vidéo : Kelly Hudson | Arbitrage : Gareth Greenfield Peter Wright Arbitre vidéo : Kelly Hudson |

| Match 52          | Australie                                                 | 5 - 1   | Argentine  | Perth Hockey Stadium, Perth                                             |                                                                         |
| 7 mars 2020 18h30 | Simmonds 10e · Govers 24e, 30e · Wickham 44e · Mitton 49e | (3 - 0) | 57e Tolini | Arbitrage : Gareth Greenfield Peter Wright Arbitre vidéo : Amber Church | Arbitrage : Gareth Greenfield Peter Wright Arbitre vidéo : Amber Church |
| 7 mars 2020 18h30 | Rapport                                                   |         |            | Arbitrage : Gareth Greenfield Peter Wright Arbitre vidéo : Amber Church | Arbitrage : Gareth Greenfield Peter Wright Arbitre vidéo : Amber Church |

| Match 53                | Allemagne     | 1 - 6   | Belgique                                                                   | Düsseldorf Hockey-Club 1905, Düsseldorf                               |                                                                       |
| 22 septembre 2020 18h00 | Windfeder 44e | (0 - 1) | 26e Boccard · 33e, 60e Hendrickx · 34e Ghislain · 36e De Kerpel · 57e Kina | Arbitrage : Martin Madden Marcin Grochal Arbitre vidéo : Sarah Wilson | Arbitrage : Martin Madden Marcin Grochal Arbitre vidéo : Sarah Wilson |
| 22 septembre 2020 18h00 | Rapport       |         |                                                                            | Arbitrage : Martin Madden Marcin Grochal Arbitre vidéo : Sarah Wilson | Arbitrage : Martin Madden Marcin Grochal Arbitre vidéo : Sarah Wilson |

| Match 56                | Allemagne                        | 1 - 1             | Belgique                                              | Düsseldorf Hockey-Club 1905, Düsseldorf                               |                                                                       |
| 23 septembre 2020 18h00 | Fuchs 24e                        | (1 - 0)           | 49e Luypaert                                          | Arbitrage : Martin Madden Marcin Grochal Arbitre vidéo : Alison Keogh | Arbitrage : Martin Madden Marcin Grochal Arbitre vidéo : Alison Keogh |
| 23 septembre 2020 18h00 | Rapport                          |                   |                                                       | Arbitrage : Martin Madden Marcin Grochal Arbitre vidéo : Alison Keogh | Arbitrage : Martin Madden Marcin Grochal Arbitre vidéo : Alison Keogh |
| 23 septembre 2020 18h00 | Rühr · Hauke · Grambusch · Große | Tirs au but 1 - 0 | Wegnez · Denayer · Cosyns · A. Van Doren · De Sloover | Arbitrage : Martin Madden Marcin Grochal Arbitre vidéo : Alison Keogh | Arbitrage : Martin Madden Marcin Grochal Arbitre vidéo : Alison Keogh |

| Match 58              | Pays-Bas       | 1 - 0   | Grande-Bretagne | Wagener Stadium, Amsterdam                                                   |                                                                              |
| 27 octobre 2020 19h00 | Wortelboer 30e | (1 - 0) |                 | Arbitrage : Coen van Bunge Laurine Delforge Arbitre vidéo : Jonas van 't Hek | Arbitrage : Coen van Bunge Laurine Delforge Arbitre vidéo : Jonas van 't Hek |
| 27 octobre 2020 19h00 | Rapport        |         |                 | Arbitrage : Coen van Bunge Laurine Delforge Arbitre vidéo : Jonas van 't Hek | Arbitrage : Coen van Bunge Laurine Delforge Arbitre vidéo : Jonas van 't Hek |

| Match 60              | Pays-Bas                                  | 3 - 1   | Grande-Bretagne | Wagener Stadium, Amsterdam                                                   |                                                                              |
| 29 octobre 2020 19h00 | Van der Weerden 9e · Hertzberger 47e, 48e | (1 - 1) | 30e Roper       | Arbitrage : Jonas van 't Hek Laurine Delforge Arbitre vidéo : Coen van Bunge | Arbitrage : Jonas van 't Hek Laurine Delforge Arbitre vidéo : Coen van Bunge |
| 29 octobre 2020 19h00 | Rapport                                   |         |                 | Arbitrage : Jonas van 't Hek Laurine Delforge Arbitre vidéo : Coen van Bunge | Arbitrage : Jonas van 't Hek Laurine Delforge Arbitre vidéo : Coen van Bunge |

| Match 62              | Belgique                              | 3 - 2   | Grande-Bretagne        | Royal Uccle Sport, Bruxelles                                                 |                                                                              |
| 31 octobre 2020 16h30 | Hendrickx 27e · Boon 33e · Dohmen 59e | (1 - 1) | 30e Roper · 42e Waller | Arbitrage : Laurine Delforge Coen van Bunge Arbitre vidéo : Jonas van 't Hek | Arbitrage : Laurine Delforge Coen van Bunge Arbitre vidéo : Jonas van 't Hek |
| 31 octobre 2020 16h30 | Rapport                               |         |                        | Arbitrage : Laurine Delforge Coen van Bunge Arbitre vidéo : Jonas van 't Hek | Arbitrage : Laurine Delforge Coen van Bunge Arbitre vidéo : Jonas van 't Hek |

| Match 64                | Belgique                   | 2 - 1   | Grande-Bretagne | Royal Uccle Sport, Bruxelles                                                 |                                                                              |
| 1er novembre 2020 16h30 | Dohmen 18e · Hendrickx 30e | (2 - 1) | 10e Condon      | Arbitrage : Laurine Delforge Jonas van 't Hek Arbitre vidéo : Coen van Bunge | Arbitrage : Laurine Delforge Jonas van 't Hek Arbitre vidéo : Coen van Bunge |
| 1er novembre 2020 16h30 | Rapport                    |         |                 | Arbitrage : Laurine Delforge Jonas van 't Hek Arbitre vidéo : Coen van Bunge | Arbitrage : Laurine Delforge Jonas van 't Hek Arbitre vidéo : Coen van Bunge |

| Match 66              | Belgique                                           | 4 - 4             | Pays-Bas                                                 | Royal Uccle Sport, Bruxelles                                                 |                                                                              |
| 4 novembre 2020 18h00 | Hendrickx 8e, 51e · Plennevaux 36e · Van Aubel 50e | (1 - 2)           | 8e Hertzberger · 13e Brinkman · 37e Janssen · 52e Bakker | Arbitrage : Laurine Delforge Coen van Bunge Arbitre vidéo : Jonas van 't Hek | Arbitrage : Laurine Delforge Coen van Bunge Arbitre vidéo : Jonas van 't Hek |
| 4 novembre 2020 18h00 | Rapport                                            |                   |                                                          | Arbitrage : Laurine Delforge Coen van Bunge Arbitre vidéo : Jonas van 't Hek | Arbitrage : Laurine Delforge Coen van Bunge Arbitre vidéo : Jonas van 't Hek |
| 4 novembre 2020 18h00 | Gougnard · Van Aubel · Cosyns                      | Tirs au but 3 - 1 | Croon · Pruijser · Hertzberger · Van Ass                 | Arbitrage : Laurine Delforge Coen van Bunge Arbitre vidéo : Jonas van 't Hek | Arbitrage : Laurine Delforge Coen van Bunge Arbitre vidéo : Jonas van 't Hek |

| Match 71             | Espagne                   | 2 - 3   | Belgique                     | Estadio Betero, Valence                     |                                             |
| 5 février 2021 11h00 | Alegre 15e · Lleonart 44e | (1 - 2) | 8e, 51e Dockier · 14e Briels | Arbitrage : Francisco Vazquez Jakub Mejzlik | Arbitrage : Francisco Vazquez Jakub Mejzlik |
| 5 février 2021 11h00 | Rapport                   |         |                              | Arbitrage : Francisco Vazquez Jakub Mejzlik | Arbitrage : Francisco Vazquez Jakub Mejzlik |

| Match 72             | Espagne | 0 - 2   | Belgique                     | Estadio Betero, Valence                     |                                             |
| 6 février 2021 13h00 |         | (0 - 2) | 10e Gougnard · 18e Hendrickx | Arbitrage : Francisco Vazquez Jakub Mejzlik | Arbitrage : Francisco Vazquez Jakub Mejzlik |
| 6 février 2021 13h00 | Rapport |         |                              | Arbitrage : Francisco Vazquez Jakub Mejzlik | Arbitrage : Francisco Vazquez Jakub Mejzlik |

| Match 73          | Pays-Bas                     | 2 - 4   | Allemagne                                   | Wagener Stadium, Amsterdam                                                   |                                                                              |
| 6 mars 2021 16h30 | Janssen 7e · Hertzberger 58e | (1 - 2) | 18e, 53e Staib · 25e Kaufmann · 39e Miltkau | Arbitrage : Coen van Bunge Laurine Delforge Arbitre vidéo : Jonas van 't Hek | Arbitrage : Coen van Bunge Laurine Delforge Arbitre vidéo : Jonas van 't Hek |
| 6 mars 2021 16h30 | Rapport                      |         |                                             | Arbitrage : Coen van Bunge Laurine Delforge Arbitre vidéo : Jonas van 't Hek | Arbitrage : Coen van Bunge Laurine Delforge Arbitre vidéo : Jonas van 't Hek |

| Match 75          | Pays-Bas    | 1 - 3   | Allemagne                        | Wagener Stadium, Amsterdam                                                   |                                                                              |
| 7 mars 2021 16h30 | Van Ass 38e | (0 - 1) | 11e, 51e Weigand · 59e Grambusch | Arbitrage : Jonas van 't Hek Laurine Delforge Arbitre vidéo : Coen van Bunge | Arbitrage : Jonas van 't Hek Laurine Delforge Arbitre vidéo : Coen van Bunge |
| 7 mars 2021 16h30 | Rapport     |         |                                  | Arbitrage : Jonas van 't Hek Laurine Delforge Arbitre vidéo : Coen van Bunge | Arbitrage : Jonas van 't Hek Laurine Delforge Arbitre vidéo : Coen van Bunge |

| Match 79           | Argentine       | 2 - 3   | Allemagne                      | CeNARD, Buenos Aires                                                                |                                                                                     |
| 3 avril 2021 14h30 | Tolini 12e, 32e | (1 - 2) | 8e Rühr · 29e Gill · 56e Staib | Arbitrage : Diego Barbas Germán Montes de Oca Arbitre vidéo : Carolina de la Fuente | Arbitrage : Diego Barbas Germán Montes de Oca Arbitre vidéo : Carolina de la Fuente |
| 3 avril 2021 14h30 | Rapport         |         |                                | Arbitrage : Diego Barbas Germán Montes de Oca Arbitre vidéo : Carolina de la Fuente | Arbitrage : Diego Barbas Germán Montes de Oca Arbitre vidéo : Carolina de la Fuente |

| Match 81           | Argentine | 0 - 3   | Allemagne                          | CeNARD, Buenos Aires                                                          |                                                                               |
| 4 avril 2021 14h30 |           | (0 - 1) | 25e Rühr · 38e Zwicker · 46e Staib | Arbitrage : Diego Barbas Germán Montes de Oca Arbitre vidéo : Irene Presenqui | Arbitrage : Diego Barbas Germán Montes de Oca Arbitre vidéo : Irene Presenqui |
| 4 avril 2021 14h30 | Rapport   |         |                                    | Arbitrage : Diego Barbas Germán Montes de Oca Arbitre vidéo : Irene Presenqui | Arbitrage : Diego Barbas Germán Montes de Oca Arbitre vidéo : Irene Presenqui |

| Match 84            | Argentine                                   | 2 - 2             | Inde                                                 | CeNARD, Buenos Aires                                                                   |                                                                                        |
| 10 avril 2021 17h00 | Ferreiro 28e, 30e                           | (2 - 1)           | 21e, 60e Harmanpreet                                 | Arbitrage : Carolina de la Fuente Germán Montes de Oca Arbitre vidéo : Irene Presenqui | Arbitrage : Carolina de la Fuente Germán Montes de Oca Arbitre vidéo : Irene Presenqui |
| 10 avril 2021 17h00 | Rapport                                     |                   |                                                      | Arbitrage : Carolina de la Fuente Germán Montes de Oca Arbitre vidéo : Irene Presenqui | Arbitrage : Carolina de la Fuente Germán Montes de Oca Arbitre vidéo : Irene Presenqui |
| 10 avril 2021 17h00 | Keenan · Martínez · Vila · Ferreiro · Ortiz | Tirs au but 2 - 3 | Harmanpreet · Lalit · Rupinder · Shamsher · Dilpreet | Arbitrage : Carolina de la Fuente Germán Montes de Oca Arbitre vidéo : Irene Presenqui | Arbitrage : Carolina de la Fuente Germán Montes de Oca Arbitre vidéo : Irene Presenqui |

| Match 86            | Argentine | 0 - 3   | Inde                                      | CeNARD, Buenos Aires                                                                   |                                                                                        |
| 11 avril 2021 17h00 |           | (0 - 2) | 11e Harmanpreet · 25e Lalit · 58e Mandeep | Arbitrage : Germán Montes de Oca Irene Presenqui Arbitre vidéo : Carolina de la Fuente | Arbitrage : Germán Montes de Oca Irene Presenqui Arbitre vidéo : Carolina de la Fuente |
| 11 avril 2021 17h00 | Rapport   |         |                                           | Arbitrage : Germán Montes de Oca Irene Presenqui Arbitre vidéo : Carolina de la Fuente | Arbitrage : Germán Montes de Oca Irene Presenqui Arbitre vidéo : Carolina de la Fuente |

| Match 67           | Grande-Bretagne                                                | 5 - 3   | Allemagne                              | Lee Valley Hockey & Tennis Centre, Londres                         |                                                                    |
| 12 mai 2021, 17h30 | Ansell 9e · Creed 13e · Roper 20e · Griffiths 24e · Martin 32e | (4 - 3) | 1e Rothländer · 20e Prinz · 28e Doesch | Arbitrage : Paul Walker Martin Madden Arbitre vidéo : Sarah Wilson | Arbitrage : Paul Walker Martin Madden Arbitre vidéo : Sarah Wilson |
| 12 mai 2021, 17h30 | Rapport                                                        |         |                                        | Arbitrage : Paul Walker Martin Madden Arbitre vidéo : Sarah Wilson | Arbitrage : Paul Walker Martin Madden Arbitre vidéo : Sarah Wilson |

| Match 69           | Grande-Bretagne                              | 3 - 1   | Allemagne  | Lee Valley Hockey & Tennis Centre, Londres                            |                                                                       |
| 13 mai 2021, 17h30 | Griffiths 24e · Forsyth 29e · Shipperley 54e | (2 - 0) | 58e Wellen | Arbitrage : Paul Walker Martin Madden Arbitre vidéo : Hannah Harrison | Arbitrage : Paul Walker Martin Madden Arbitre vidéo : Hannah Harrison |
| 13 mai 2021, 17h30 | Rapport                                      |         |            | Arbitrage : Paul Walker Martin Madden Arbitre vidéo : Hannah Harrison | Arbitrage : Paul Walker Martin Madden Arbitre vidéo : Hannah Harrison |

| Match 124         | Grande-Bretagne                    | 2 - 2             | Espagne                      | Lee Valley Hockey & Tennis Centre, Londres                           |                                                                      |
| 22 mai 2021 13h00 | Ansell 24e · Shipperley 60e        | (1 - 2)           | 6e Iglesias · 9e Basterra    | Arbitrage : Dan Barstow Hannah Harrison Arbitre vidéo : Alison Keogh | Arbitrage : Dan Barstow Hannah Harrison Arbitre vidéo : Alison Keogh |
| 22 mai 2021 13h00 | Rapport                            |                   |                              | Arbitrage : Dan Barstow Hannah Harrison Arbitre vidéo : Alison Keogh | Arbitrage : Dan Barstow Hannah Harrison Arbitre vidéo : Alison Keogh |
| 22 mai 2021 13h00 | Ansell · Dixon · Forsyth · Wallace | Tirs au but 1 - 3 | Miralles · Alegre · Lleonart | Arbitrage : Dan Barstow Hannah Harrison Arbitre vidéo : Alison Keogh | Arbitrage : Dan Barstow Hannah Harrison Arbitre vidéo : Alison Keogh |

| Match 126         | Grande-Bretagne     | 2 - 0   | Espagne | Lee Valley Hockey & Tennis Centre, Londres                           |                                                                      |
| 23 mai 2021 12h00 | Shipperley 28e, 41e | (1 - 0) |         | Arbitrage : Dan Barstow Hannah Harrison Arbitre vidéo : Sarah Wilson | Arbitrage : Dan Barstow Hannah Harrison Arbitre vidéo : Sarah Wilson |
| 23 mai 2021 12h00 | Rapport             |         |         | Arbitrage : Dan Barstow Hannah Harrison Arbitre vidéo : Sarah Wilson | Arbitrage : Dan Barstow Hannah Harrison Arbitre vidéo : Sarah Wilson |

| Match 144         | Belgique | 0 - 4   | Pays-Bas                                                   | Wilrijkse Plein, Anvers                                                      |                                                                              |
| 30 mai 2021 16h30 |          | (0 - 2) | 18e Bovendeert · 29e Pruijser · 35e Van Ass · 38e Brinkman | Arbitrage : Coen van Bunge Jonas van 't Hek Arbitre vidéo : Laurine Delforge | Arbitrage : Coen van Bunge Jonas van 't Hek Arbitre vidéo : Laurine Delforge |
| 30 mai 2021 16h30 | Rapport  |         |                                                            | Arbitrage : Coen van Bunge Jonas van 't Hek Arbitre vidéo : Laurine Delforge | Arbitrage : Coen van Bunge Jonas van 't Hek Arbitre vidéo : Laurine Delforge |

| Match 93            | Australie                                                                          | 7 - 3   | Nouvelle-Zélande                    | Perth Hockey Stadium, Perth                                          |                                                                      |
| 26 juin 2021, 12h30 | Ogilvie 11e · Mitton 17e · Hayward 20e, 40e · Govers 38e · Whetton 52e · Brand 56e | (3 - 1) | 21e Lane · 34e Jenness · 41e Wilson | Arbitrage : Adam Kearns Peter Wright Arbitre vidéo : Aleisha Neumann | Arbitrage : Adam Kearns Peter Wright Arbitre vidéo : Aleisha Neumann |
| 26 juin 2021, 12h30 | Rapport                                                                            |         |                                     | Arbitrage : Adam Kearns Peter Wright Arbitre vidéo : Aleisha Neumann | Arbitrage : Adam Kearns Peter Wright Arbitre vidéo : Aleisha Neumann |

| Match 95            | Australie                 | 2 - 0   | Nouvelle-Zélande | Perth Hockey Stadium, Perth                                       |                                                                   |
| 27 juin 2021, 12h30 | Ephraums 11e · Govers 40e | (1 - 0) |                  | Arbitrage : Adam Kearns Peter Wright Arbitre vidéo : Kelly Hudson | Arbitrage : Adam Kearns Peter Wright Arbitre vidéo : Kelly Hudson |
| 27 juin 2021, 12h30 | Rapport                   |         |                  | Arbitrage : Adam Kearns Peter Wright Arbitre vidéo : Kelly Hudson | Arbitrage : Adam Kearns Peter Wright Arbitre vidéo : Kelly Hudson |